# Les Salelles (Lozère)
Les Salelles (okcitán nyelven Les Salèlas) község Franciaország déli részén, Lozère megyében. 2010-ben 150 lakosa volt.

## Fekvése
Les Salelles a Lot-folyó völgyében, annak bal partján fekszik, 620 méteres (a községterület 580-940 méteres) tengerszint feletti magasságban, Chanac-tól 6 km-re nyugatra. Délről a Sauveterre-karsztfennsík (causse) övezi.
Délnyugatról La Canourgue, északnyugatról Le Monastier-Pin-Moriès, északról Saint-Bonnet-de-Chirac és Palhers, délről és keletről pedig Chanac községekkel határos.
A Lot völgyében halad az N88-as (Mende-ot Le Monastier-vel összekötő) főút, valamint a Translozérien vasútvonal (megállóhely).
A községhez tartozik Larbussel, Montredon és Chabanes.

## Története
A település a történelmi Gévaudan tartomány Cénareti báróságához tartozott. Nevét a fűzfa francia elnevezéséből (le saule) eredeztetik. A 12. század elején Notre-Dame-de-Bon-Secours néven kápolna épült itt, mely Le Monastier apátságához tartozott. 1155-ben alakult meg a falu plébániája. 2003 decemberében a Lot áradása elsodorta Les Salelles hídját, melyet azóta újjáépítettek. A község határában a Lot-n kis vízierőmű működik.

### Demográfia
| Év   | Lakosság |
| ---- | -------- |
| 1793 | 512      |
| 1851 | 450      |
| 1876 | 487      |
| 1901 | 406      |
| 1936 | 239      |

| Év   | Lakosság |
| ---- | -------- |
| 1946 | 223      |
| 1954 | 189      |
| 1962 | 183      |
| 1968 | 149      |

| Év   | Lakosság |
| ---- | -------- |
| 1975 | 118      |
| 1982 | 90       |
| 1990 | 99       |
| 1999 | 118      |
| 2010 | 150      |

## Nevezetességei
- A Notre-Dame-de-Bon-Secours-templom a 12. században épült, majd a 16. században (a hugenotta szabadcsapatok pusztításai után) átépítették. Harangtornyát 1835-ben emelték.[2] Nagyrészt 18-19. századi berendezéséhez tartozik egy 17. századi feszület is.[3]
- A község területén négy 18. századi gazdasági épület is fennmaradt[4] (Chabane, Le Montet, Montredon).
- 18-19. századi házai közül a legrégebbi 1755-ben épült.[5]
- Le Montet-ben 1800-ban emelt útmenti mészkőkereszt áll.[6]
- A Lot felett átívelő kőhíd a 18. században épült.[7]